# 上海道教学院
上海道教学院是位于中国上海市松江区中山中路196弄9号东岳庙内的一所面向华东地区招生、专门培养正一派道士的道教院校。该学院由上海市道教协会创办。

## 沿革
1986年3月，上海市道教协会创办上海道学班；1993年7月，该班改称上海道学院；1998年起停止招生。2005年9月，上海道学院改称上海道教学院。
在该学院外，1998年6月，上海市道教协会经国家宗教事务局批准创办中国道教学院上海进修班，校址设在黄浦区西林后路100弄8号海上白云观内。

## 历任院长
上海道学院院长
1. 陈莲笙（1993年－1999年）
2. 史孝进（1999年－2005年）

上海道教学院院长
1. 史孝进（2005年－2011年）
2. 吉宏忠（2011年－）